# Roberto Martínez Vera-Tudela
Roberto Joaquín Martínez Vera-Tudela (Lima, 3 de diciembre de 1967) es un exfutbolista y director técnico peruano. Se desempeñaba en la posición de centrocampista.

## Biografía
Roberto Martínez tuvo como padres a Enrique Martínez Ponciano y María Esther Vera-Tudela Mannarelli. Estudió en el Colegio La Salle, luego en el Colegio Maristas de San Isidro, Champagnat y finalmente en el Colegio San Agustín, donde demostró sus dotes futbolísticas. 
En 1995, se casó con la presentadora de televisión Gisela Valcárcel, matrimonio que solo duró tres años.
Posteriormente, en 2002, contrajo matrimonio con la ex miss Perú mundo y modelo Viviana Rivasplata, de la cual se divorció en 2005. Desde hace algunos años, está dedicado a labores empresariales. En 2010, participó en el programa de telerrealidad de baile de Gisela Valcárcel: El gran show, en el cual quedó en quinto lugar. A fines de ese mismo año, participó en el programa de telerrealidad Magaly Racing Team.
En abril de 2010, fue gerente regional de la juventud en el Gobierno Regional de Callao. En enero de 2011, fue nombrado gerente general de Participación Vecinal de la Municipalidad Provincial del Callao. Desde julio de ese mismo año, ocupó el cargo de gerente general de Servicios Sociales y Culturales de la Municipalidad Provincial del Callao.
Tras un año de investigaciones, en abril de 2013, la Cuarta Fiscalía Provincial Penal del Callao denunció penalmente a Roberto Martínez por el delito de violación del secreto de las comunicaciones, en la modalidad de interceptación o escucha telefónica. El Noveno Juzgado Penal del Callao ordenó el 26 de abril su detención por el supuesto delito de violación del secreto de las comunicaciones, en agravio de funcionarios ediles y regionales del Callao. Finalmente, la orden de detención en su contra fue levantada en agosto del mismo año.

## Trayectoria
Perteneció a las divisiones menores del Club Universitario de Deportes. Debutó como profesional en 1985 a los diecisiete años de edad, jugando por el Deportivo San Agustín, del distrito de San Isidro, bajo la dirección de Fernando Cuéllar. Campeón con dicho club en el año 1986, ganándole la final nacional al Alianza Lima. Dicha consagración le valió ser premiado como el mejor jugador de ese año en su país. A finales de ese año, viajó a España y entrenó en el Real Madrid Castilla. Sin embargo, no se concretó su fichaje. Luego regresó al club merengue, al que defendió formando equipo con José Luis Carranza, José Guillermo del Solar y Álvaro Barco.
En diciembre de 1995, luego de clasificar a la U para la Copa Libertadores del año siguiente con su gol a  Alianza Lima, Roberto Martínez anunció su retiro del fútbol.  Sin embargo, en el mes de julio de 1996, Martínez volvió a la institución, incorporándose al equipo dirigido por el profesor Eduardo Luján Manera. 
Ganó 5 campeonatos nacionales de fútbol del Perú, llegando a ser capitán de la U (a partir de la temporada 1992) y como tal, el 27 de diciembre de 1995, anotó el último gol en el encuentro del clásico del fútbol peruano entre Universitario de Deportes y Alianza Lima, definitorio para la clasificación de la U para la Copa Libertadores de América. En los últimos años de su carrera futbolística, jugó por el Sport Boys y el Deportivo Municipal. Fue presidente del club Grau/Estudiantes y del Defensor Villa del Mar, del distrito de Villa El Salvador.

## Selección peruana
En 1987, fue convocado a la selección sub-20 que participó en Colombia.
Fue internacional con la selección de fútbol del Perú en veinticuatro ocasiones y marcó un gol. Debutó el 28 de enero de 1986 en un encuentro amistoso ante la selección de China que finalizó con marcador de 3-1 a favor de los chinos. Su último encuentro con la selección lo disputó el 1 de agosto de 1993 en la derrota por 1-0 ante Argentina.

### Participaciones en Copa América
| Copa              | Sede      | Resultado        |
| ----------------- | --------- | ---------------- |
| Copa América 1987 | Argentina | Primera fase     |
| Copa América 1991 | Chile     | Primera fase     |
| Copa América 1993 | Ecuador   | Cuartos de final |

## Clubes

### Como futbolista
| Club                      | País | Año       | PJ  | Goles |
| ------------------------- | ---- | --------- | --- | ----- |
| Deportivo San Agustín     | Perú | 1985-1986 | 46  | 12    |
| Universitario de Deportes | Perú | 1987-1996 | 213 | 75    |
| Sport Boys                | Perú | 1997      | 24  | 6     |
| Deportivo Municipal       | Perú | 1998      | 10  | 1     |

### Como entrenador
| Club                      | País | Año  |
| ------------------------- | ---- | ---- |
| Estudiantes de Medicina   | Perú | 2002 |
| Universitario de Deportes | Perú | 2003 |
| Grau/Estudiantes          | Perú | 2004 |

## Palmarés

### Como futbolista

#### Campeonatos nacionales
| Título                    | Club                      | País | Año  |
| ------------------------- | ------------------------- | ---- | ---- |
| Primera división del Perú | Deportivo San Agustín     | Perú | 1986 |
| Primera división del Perú | Universitario de Deportes | Perú | 1987 |
| Primera división del Perú | Universitario de Deportes | Perú | 1990 |
| Primera división del Perú | Universitario de Deportes | Perú | 1992 |
| Primera división del Perú | Universitario de Deportes | Perú | 1993 |

### Distinciones individuales
| Distinción                                   | Año  |
| -------------------------------------------- | ---- |
| Mejor jugador del Campeonato Descentralizado | 1986 |